# Cyathea
Cyathea és un gènere de falgueres arborescents de l'ordre Cyatheales. Normalment tenen una tija única, rarament és reptant o tenen branques. Tenen una distribució pantropical amb unes 470 espècies.

## Etimoligia
El nom de Cyathea deriva del grec kyatheion, que significa "copa petita", i es referix a la forma de copa dels sorus de sota la fulla.

## Algunes espècies
Les espècies més conegudes són:
- Cyathea brownii, de Norfolk
- Cyathea cooperi, d'Austràlia
- Cyathea dealbata, Platejada
- Cyathea medullaris, de Nova Zelanda

## Taxonimia
Segons Conant et al. el 1996.
| - Subgènere Cyathea - Secció Alsophila - Cyathea abbottii - Cyathea acanthophora - Cyathea acrostichoides - Cyathea acuminata - Cyathea affinis - Cyathea albidosquamata - Cyathea alderwereltii - Cyathea alleniae - Cyathea alpicola - Cyathea amboinensis - Cyathea amintae - Cyathea andersonii - Cyathea aneitensis - Cyathea annae - Cyathea apiculata - Cyathea apoensis - Cyathea approximata - Cyathea archboldii - Cyathea ascendens - Cyathea atropurpurea - Cyathea australis - Cyathea baileyana - Cyathea balanocarpa - Cyathea batjanensis - Cyathea biformis - Cyathea borneensis - Cyathea × boytelii - Cyathea brevipinna - Cyathea brooksii - Cyathea bryophila - Cyathea buennemeijerii - Cyathea callosa - Cyathea camerooniana - Cyathea capensis - Cyathea catillifera - Cyathea caudata - Cyathea chinensis - Cyathea christii - Cyathea cincinnata - Cyathea cinerea - Cyathea coactilis - Cyathea colensoi - Cyathea × confirmis - Cyathea corcovadensis - Cyathea costalisora - Cyathea costulisora - Cyathea crassa - Cyathea croftii - Cyathea cucullifera - Cyathea cunninghamii - Cyathea cuspidata - Cyathea dealbata - Cyathea deckenii - Cyathea decora - Cyathea decrescens - Cyathea dicksonioides - Cyathea dimorpha - Cyathea doctersii - Cyathea dregei - Cyathea × dryopteroides - Cyathea edanoi - Cyathea elongata - Cyathea erinacea - Cyathea eriophora - Cyathea esmeraldensis - Cyathea everta - Cyathea excavata - Cyathea exilis - Cyathea fadenii - Cyathea × fagildei - Cyathea fenicis - Cyathea ferruginea - Cyathea foersteri - Cyathea fulgens - Cyathea fuliginosa - Cyathea geluensis - Cyathea gigantea - Cyathea glaberrima - Cyathea glabra - Cyathea glaziovii - Cyathea gleichenioides - Cyathea gregaria - Cyathea grevilleana - Cyathea halconensis - Cyathea hancockii - Cyathea havilandii - Cyathea henryi - Cyathea heterochlamydea - Cyathea hooglandii - Cyathea hookeri - Cyathea hornei - Cyathea horridula - Cyathea hotteana - Cyathea humilis - Cyathea hunsteiniana - Cyathea hymenodes - Cyathea imbricata - Cyathea imrayana - Cyathea incana - Cyathea incisoserrata - Cyathea inquinans - Cyathea insulana - Cyathea javanica - Cyathea junghuhniana - Cyathea kanehirae - Cyathea kermadecensis - Cyathea khasyana - Cyathea klossii - Cyathea latebrosa - Cyathea latipinnula - Cyathea ledermannii - Cyathea lepidoclada - Cyathea loerzingii - Cyathea loheri - Cyathea longipes - Cyathea lurida - Cyathea macarthurii - Cyathea macgillivrayi - Cyathea macgregorii - Cyathea macropoda - Cyathea madagascarica - Cyathea magnifolia - Cyathea manniana - Cyathea marattioides - Cyathea × marcescens - Cyathea masapilidensis - Cyathea media - Cyathea × medinae - Cyathea mesosora - Cyathea metteniana - Cyathea mexicana - Cyathea microchlamys - Cyathea microphylloides - Cyathea mildbraedii - Cyathea milnei - Cyathea minor - Cyathea modesta - Cyathea mossambicensis - Cyathea muelleri - Cyathea negrosiana - Cyathea nicklesii - Cyathea nigrolineata - Cyathea nigropaleata - Cyathea nilgirensis - Cyathea nockii - Cyathea obtusiloba - Cyathea ogurae - Cyathea oinops - Cyathea oosora - Cyathea orientalis - Cyathea pachyrrhachis - Cyathea pallidipaleata - Cyathea parva - Cyathea patellifera - Cyathea percrassa - Cyathea perpelvigera - Cyathea perpunctulata - Cyathea perrieriana - Cyathea physolepidota - Cyathea plagiostegia - Cyathea podophylla - Cyathea polycarpa - Cyathea polystichoides - Cyathea portoricensis - Cyathea pruinosa - Cyathea pseudomuelleri - Cyathea pubescens - Cyathea punctulata - Cyathea pycnoneura - Cyathea raciborskii - Cyathea ramispina - Cyathea rebeccae - Cyathea recommutata - Cyathea recurvata - Cyathea rigens - Cyathea rubella - Cyathea rubiginosa - Cyathea rufopannosa - Cyathea rupestris - Cyathea saccata - Cyathea salletii - Cyathea salvinii - Cyathea scandens - Cyathea schlechteri - Cyathea schliebenii - Cyathea sechellarum - Cyathea semiamplectens - Cyathea serratifolia - Cyathea setosa - Cyathea setulosa - Cyathea sinuata - Cyathea smithii - Cyathea solomonensis - Cyathea spinulosa - Cyathea srilankensis - Cyathea stuebelii - Cyathea subdubia - Cyathea subtripinnata - Cyathea sumatrana - Cyathea tenuicaulis - Cyathea ternatea - Cyathea thomsonii - Cyathea tryoniana - Cyathea tsilotsilensis - Cyathea tussacii - Cyathea urbanii - Cyathea vandeusenii - Cyathea vieillardii - Cyathea walkerae - Cyathea welwitschii - Cyathea wengiensis - Cyathea woodwardioides - Cyathea woollsiana - Cyathea zakamenensis | - Subgènere Cyathea - Secció Cyathea - Cyathea acutidens - Cyathea aemula - Cyathea alata - Cyathea albomarginata - Cyathea alphonsiana - Cyathea alstonii - Cyathea amazonica - Cyathea andina - Cyathea arborea - Cyathea armata - Cyathea ars - Cyathea aspera - Cyathea atahuallpa - Cyathea aterrima - Cyathea atrovirens - Cyathea barringtonii - Cyathea × bernardii - Cyathea bettinae - Cyathea bicrenata - Cyathea bipinnata - Cyathea boliviana - Cyathea borinquena - Cyathea bradei - Cyathea brevistipes - Cyathea brunnescens - Cyathea × calolepis - Cyathea caracasana - Cyathea cicatricosa - Cyathea concordia - Cyathea conformis - Cyathea conjugata - Cyathea corallifera - Cyathea costaricensis - †Cyathea cranhamii - Cyathea cyatheoides - Cyathea cyclodium - Cyathea cystolepis - Cyathea darienensis - Cyathea decomposita - Cyathea decorata - Cyathea decurrens - Cyathea delgadii - Cyathea demissa - Cyathea dichromatolepis - Cyathea dissimilis - Cyathea dissoluta - Cyathea divergens - Cyathea dombeyi - Cyathea dudleyi - Cyathea ebenina - Cyathea estelae - Cyathea falcata - Cyathea frigida - Cyathea fulva - Cyathea furfuracea - Cyathea gardneri - Cyathea gibbosa - Cyathea glauca - Cyathea gracilis - Cyathea halonata - Cyathea harrisii - Cyathea haughtii - Cyathea hemiepiphytica - Cyathea hirsuta - Cyathea hodgeana - Cyathea holdridgeana - Cyathea howeana - Cyathea impar - Cyathea intramarginalis - Cyathea jamaicensis - Cyathea kalbreyeri - Cyathea lasiosora - Cyathea latevagens - Cyathea lechleri - Cyathea leucofolis - Cyathea × lewisii - Cyathea lockwoodiana - Cyathea macrocarpa - Cyathea macrosora - Cyathea marginalis - Cyathea microdonta - Cyathea microphylla - Cyathea microphylla - Cyathea mucilagina - Cyathea multiflora - Cyathea multisegmenta - Cyathea myosuroides - Cyathea nanna - Cyathea nesiotica - Cyathea nigripes - Cyathea nodulifera - Cyathea notabilis - Cyathea onusta - Cyathea palaciosii - Cyathea paladensis - Cyathea pallescens - Cyathea parianensis - Cyathea parva - Cyathea parvula - Cyathea pauciflora - Cyathea petiolata - Cyathea phalaenolepis - Cyathea phalerata - Cyathea phegopteroides - Cyathea pilosissima - Cyathea pinnula - Cyathea platylepis - Cyathea poeppigii - Cyathea praecincta - Cyathea pseudonanna - Cyathea pubens - Cyathea punctata - Cyathea pungens - Cyathea robertsiana - Cyathea rufa - Cyathea ruiziana - Cyathea sagittifolia - Cyathea schiedeana - Cyathea schlimii - Cyathea senilis - Cyathea simplex - Cyathea sipapoensis - Cyathea speciosa - Cyathea squamulosa - Cyathea steyermarkii - Cyathea stipularis - Cyathea stokesii - Cyathea stolzei - Cyathea straminea - Cyathea subtropica - Cyathea suprastrigosa - Cyathea surinamensis - Cyathea tenera - Cyathea tortuosa - Cyathea trichiata - Cyathea tryonorum - Cyathea ursina - Cyathea valdecrenata - Cyathea venezuelensis - Cyathea villosa - Cyathea weatherbyana - Cyathea wendlandii - Cyathea werffii - Cyathea williamsii | - Subgènere Sphaeropteris - Secció Sphaeropteris - Cyathea aciculosa - Cyathea aeneifolia - Cyathea agatheti - Cyathea albifrons - Cyathea albosetacea - Cyathea alternans - Cyathea angiensis - Cyathea angustipinna - Cyathea aramaganensis - Cyathea arthropoda - Cyathea assimilis - Cyathea atrospinosa - Cyathea atrox - Cyathea auriculifera - Cyathea binuangensis - Cyathea brackenridgei - Cyathea brownii - Cyathea brunei - Cyathea brunoniana - Cyathea capitata - Cyathea carrii - Cyathea celebica - Cyathea contaminans - Cyathea cooperi - Cyathea crinita - Cyathea cuatrecasassi - Cyathea curranii - Cyathea deminuens - Cyathea discophora - Cyathea elliptica - Cyathea elmeri - Cyathea feani - Cyathea felina - Cyathea fugax - Cyathea fusca - Cyathea gardneri - Cyathea hainanensis - Cyathea inaequalis - Cyathea insignis - Cyathea insularum - Cyathea integra - Cyathea intermedia - Cyathea × lathamii - Cyathea leichhardtiana - Cyathea lepifera - Cyathea leucolepis - Cyathea leucotricha - Cyathea lunulata - Cyathea macrophylla - Cyathea magna - Cyathea marginata - Cyathea medullaris - Cyathea megalosora - Cyathea mertensiana - Cyathea microlepidota - Cyathea moluccana - Cyathea moseleyi - Cyathea nigricans - Cyathea novae-caledoniae - Cyathea obliqua - Cyathea obscura - Cyathea papuana - Cyathea parksii - Cyathea parvipinna - Cyathea persquamulifera - Cyathea philippinensis - Cyathea pilulifera - Cyathea polypoda - Cyathea princeps - Cyathea procera - Cyathea propinqua - Cyathea pulcherrima - Cyathea quindiuensis - Cyathea robinsonii - Cyathea robusta - Cyathea rosenstockii - Cyathea runensis - Cyathea sarasinorum - Cyathea senex - Cyathea setifera - Cyathea sibuyanensis - Cyathea squamulata - Cyathea stipipinnula - Cyathea strigosa - Cyathea subsessilis - Cyathea suluensis - Cyathea tenggerensis - Cyathea teysmannii - Cyathea tomentosa - Cyathea tomentosissima - Cyathea trichodesma - Cyathea trichophora - Cyathea tripinnata - Cyathea tripinnatifida - Cyathea truncata - Cyathea vaupelii - Cyathea verrucosa - Cyathea vittata - Cyathea wallacei - Cyathea werneri - Cyathea whitmeei - Cyathea womersleyi - Cyathea zamboangana | - Subgènere Hymenophyllopsis - - Cyathea asplenioides (syn.: Hymenophyllopsis asplenioides - Cyathea ctenitoides syn.: Hymenophyllopsis ctenitoides - Cyathea dejecta syn.: Hymenophyllopsis dejecta - Cyathea hymenophylloidessyn.: Hymenophyllopsis hymenophylloides - Cyathea incognita syn.: Hymenophyllopsis incognita - Cyathea tepuiana syn.: Hymenophyllopsis steyermarkii - Cyathea trichomanoides syn.: Hymenophyllopsis superba - Cyathea universitatis syn.: Hymenophyllopsis universitatis |

### Tàxons incerts o dubtosos
- Alsophila crassa Karsten, 1869
- Cyathea affinis M. Martens & Galeotti, 1842